# Kaj Björk (rektor)
Kaj Erik Björk född den 17 oktober 1934 i Ljungby, död 22 juni 2024 i Fjälkestads distrikt var en svensk skolman, rektor för Kristianstads högskola från 1977 till 1994.
Kaj Björk föddes i Ljungby, där hans far var folkskollärare och bibliotekarie. Modern var  pianist på en stumfilmsbiograf. Kaj Björk ärvde yrket lärare från fadern men fick en del musikundervisning av modern och han spelade i ett dansband i sin ungdom. Lärarutbildningen genomgick han på folkskoleseminariet i Kristianstad, där han var Studentkårens ordförande. Han läste sedan in en examen till inredningsdesigner i Köpenhamn och studier i Lund ledde till en filosofie magister examen. Han var metodiklektor på lärarhögskolan i Kristianstad från 1968. Han deltog i olika förhandlingsdelegationer och var sekreterare i Länskommittén för högskolefrågor. 1977 ombads han att söka tjänsten som ny rektor på högskolan i Kristianstad.
Under hela tiden som rektor på Kristianstad Högskola fanns två stora bekymmer utöver själva utbildningarna. Lokalfrågan  för skolan och det övergripande hotet att högskolan i Kristianstad skulle läggas ner. Björk blev handelsresande i högskolefrågor och Kristianstad fick behålla sin högskola. Lokalfrågan löstes då Norra skånska infanteriregementets (P6) kaserner på Näsby var inflyttningsklara ett par år efter att Björk slutat som rektor 1994. Innan dess hade högskolan undervisning i som mest tolv olika lokaler i Kristianstad.
Då han avgick som rektor var han 60 år. Han fortsatte som ordförande i det internationella lärarutbildningsnätverket ITE och satt i statliga utredningar om skolan. Han fick delta i ett uppdrag från EU att hjälpa till att skapa ett icke statligt universitet i Rumänien. Det var en annan kultur och de hade behov av stöd att lära sig anställda personal och till och med anta elever. 2009 fick han pris för boken Alla dessa druvor, en handbok om de 571 vanligaste druvorna.
Vid Kristianstads Högskola 40-årsjubileum 2017 intervjuade P4 Kristianstad Kaj Björk som var rektor när högskolan startade 1977 och förblev rektor till 1994. Samtalet med Björk gällde   skolans betydelse för staden. Staden har ekonomisk nytta av studenterna som spenderar sina studiemedel i staden och lärarkåren genererar också inkomster. Viktigast är att skolan levererar en hel del välutbildade yrkespersoner inom många områden enligt Björk. Högskolan har utbildningar som anses vara de bästa i landet. Högskolan har ett högst söktryck med över 40 000 sökande.Kaj Björk, berättade vid samma tid i Kristianstadsbladet om högskolans historia. Han berättade att högskolan en gång räddades i en taxi på väg till Arlanda.